# サトー商会
株式会社サトー商会（サトーしょうかい、英: Satoh&Co.,Ltd.）は、宮城県仙台市宮城野区に本社を置く業務用食品卸売商社である。また、業務用食品直売センターという「一般向け販売店」も行っている。

## 沿革
- 1947年（昭和22年） - 創業。
- 1950年（昭和25年）2月22日 - 会社設立。
- 1961年（昭和36年） - 酒類の小売開始。
- 1994年（平成6年） - 株式を店頭登録（現在のJASDAQ）。

## 業務用食品直売センター店舗
宮城県
- 仙台市宮城野区 - 中野栄店
- 仙台市若林区 - 南小泉店
- 仙台市太白区 - 鹿野店、柳生店
- 仙台市泉区 - 市名坂東店
- 仙台市青葉区 - 荒巻店、仙台朝市店、木町通店
- 大崎市 - 古川駅東店
- 石巻市 - 石巻蛇田店
- 登米市 - 佐沼店

福島県
- 福島市 - 福島店
- 郡山市 - 郡山桑野店、郡山安積店
- 会津若松市 - 会津若松店
- いわき市 - いわき平店

岩手県
- 盛岡市 - 盛岡店

秋田県
- 秋田市 - 秋田寺内店

山形県
- 山形市 - 山形店